# 이본 오코로
이본 오코로(Yvonne Okoro, 1984년 11월 25일 ~ )는 가나의 배우이다.